# Kent Finell

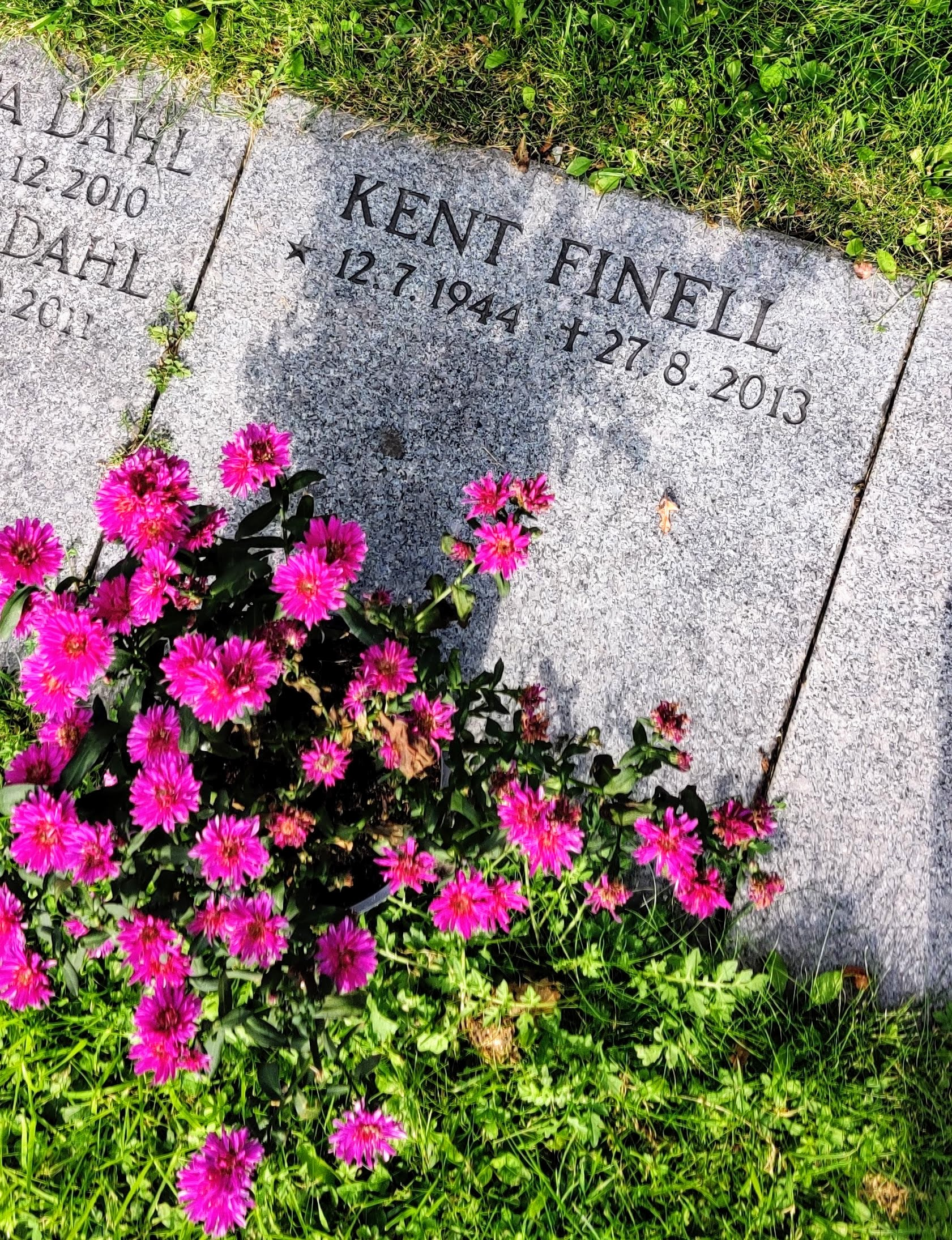
Gravvård Kent Finell på Galärvarvskyrkogården, Stockholm.

Kent Floyd Finell, född 12 juli 1944 i Karlstad, död 27 augusti 2013 i Stockholm, var en svensk radioprogramledare. Han var programledare för radioprogrammet Svensktoppen längst av alla: 1973–1975, under 1979 och 1980 samt 1987–2002.

## Biografi
Finell tog handelsstudenten 1965. Mellan 1962 och 1966 arbetade han på Värmlands Folkblad. Han fick 1966 fast anställning som sport- och nyhetsreporter på Sveriges Radio i hemstaden. År 1969 flyttade han till Stockholm, där han anställdes som producent på radions underhållningsavdelning.  Hans första uppdrag var trafikprogrammet På väg, som han ledde i flera år. År 1970–1973 ledde han tillsammans med Mona Krantz programmen Gomorron och Vardags. I många år var han sammanboende med Jahn Backström.
År 1973 tog han över programledarskapet för Svensktoppen efter Ulf Elfving. I tio år ledde han programmet Kavalkad, som han tog över efter Carl-Eiwar Carlsson, och lika länge var han värd för Nöjesprofilen. 
Finell var dessutom i flera år producent för Frukostklubben med Sigge Fürst, han reste landet runt på somrarna med Marknadsgyckel och Turist-Sverige runt och han startade programmet Skvallerbyttorna.
År 1991 lämnade han sin fasta anställning på Sveriges Radio och arbetade i fem år för Allers förlag. Därefter övergick han helt till frilansverksamhet. 
År 1991 utsågs Finell till Filipstads ambassadör. Han är begravd på Galärvarvskyrkogården i Stockholm.